# Córdoba, Nariño
Córdoba là một khu tự quản thuộc tỉnh Nariño, Colombia. Thủ phủ của khu tự quản Córdoba đóng tại Córdoba Khu tự quản Córdoba có diện tích 67 ki lô mét vuông. Đến thời điểm ngày 28 tháng 5 năm 2005, khu tự quản Córdoba có dân số 12080 người.